# Aceleración centrípeta
Cuando un cuerpo realiza un movimiento circular uniforme, la dirección del vector velocidad va cambiando a cada instante. Esta variación la experimenta el vector lineal, debido a una fuerza llamada centrípeta, dirigida hacia el centro de la circunferencia que da origen a la aceleración centrípeta
Cuando una partícula se mueve en una trayectoria curvilínea, aunque se mueva con rapidez constante (por ejemplo el MCU), su velocidad cambia de dirección, ya que esta es un vector tangente a la trayectoria, y en las curvas dicha tangente no es constante.
La aceleración centrípeta, a diferencia de la aceleración centrífuga, está provocada por una fuerza real requerida para que cualquier observador inercial pudiera dar cuenta de cómo se curva la trayectoria de una partícula que no realiza un movimiento rectilíneo.

## Expresión
En coordenadas polares, la aceleración de un cuerpo puede descomponerse en sus componentes radial {\displaystyle \scriptstyle a_{r}} y tangencial {\displaystyle \scriptstyle a_{\theta }}, quedando:

{\displaystyle {\begin{cases}a_{r}=a_{r}^{(0)}+a_{r}^{(cen)}={\cfrac {d^{2}r}{dt^{2}}}-r\left({\cfrac {d\theta }{dt}}\right)^{2}={\cfrac {d^{2}r}{dt^{2}}}-r\omega ^{2}\\a_{\theta }=a_{\theta }^{(0)}+a_{\theta }^{(cor)}=r{\cfrac {d^{2}\theta }{dt^{2}}}+2{\cfrac {dr}{dt}}{\cfrac {d\theta }{dt}}=r\alpha +2{\cfrac {dr}{dt}}\omega \end{cases}}}

Donde: r y θ son las coordenadas polares de la partícula; ω es la velocidad angular (que es igual a dθ/dt); α es la aceleración angular (que es igual a dω/dt).
Se le llama aceleración centrípeta al término rω2 presente en la componente radial de la aceleración ar. Dado que v = ωr, la aceleración centrípeta también se puede escribir como:

{\displaystyle |a_{r}^{(cen)}|={\frac {v^{2}}{r}}=r\omega ^{2}}

El término 2(dr/dt)ω localizado en la componente tangencial de la aceleración es conocido como la aceleración de Coriolis.
En el movimiento circunferencial, mientras la dirección del vector velocidad va variando punto a punto, la aceleración centrípeta se manifiesta como un vector con origen en el vector posición y con dirección hacia el centro de la circunferencia.